# Aupke
Die Aupke, im Oberlauf bis zur Mündung der Kleinen Aupke auch Große Aupke genannt, ist ein 5,5 km langer, orografisch linker Nebenfluss der Möhne in Nordrhein-Westfalen, Deutschland.

## Geographie
Die Aupke entspringt nördlich von Bruchhausen im Forst Herdringen auf einer Höhe von 306 m ü. NN. Sie fließt vorrangig in westliche Richtung und mündet, ohne Ortschaften durchflossen zu haben bei Moosfelde auf 160 m ü. NN in die Möhne.
Der Bach überwindet auf seinem 5,5 km langen Weg einen Höhenunterschied von 160 m, was einem mittleren Sohlgefälle von 29 ‰ entspricht. Die Aupke entwässert ein 7,309 km² großes Einzugsgebiet über Möhne, Ruhr und Rhein zur Nordsee.